# 張舜卿 (鄰水縣知縣)
張舜卿（？年—？年），字子皐，廣西桂林府古田縣籍，武陵縣人，嘉靖七年戊子科廣西鄉試舉人，嘉靖二十二年左右任四川省順慶府鄰水縣知縣。